# Art Clokey
Arthur "Art" Clokey (nascido Arthur C. Farrington, Detroit, 12 de outubro de 1921 - 8 de janeiro de 2010) foi um animador estadunidense, pioneiro na popularização da animação stop motion com argila. Ficou conhecido por criar juntamente com sua esposa o personagem Gumby, na década de 50. Morreu em 8 de janeiro de 2010, aos 88 anos, em consequência de uma infecção do trato urinário.